# Jeffrey Scaperrotta
Jeffrey Scaperrotta (10 maart 1993) is een Amerikaans acteur. Hij is het meest bekend van zijn rol als Dickie Stabler in de televisieserie Law & Order: Special Victims Unit waar hij in 17 afleveringen speelde.

## Filmografie
- 2011 Spy – als jonge Russell - film
- 1999 – 2009 Law & Order: Special Victims Unit – als Dickie Stabler – televisieserie - 17 afleveringen
- 2005 Guiding Light – als Kevin Ross Marler – televisieserie - 1 aflevering
- 2000 Hollow Man – als jongen in auto – film
- 1998 You've Got Mail – als Matt Fox – film
- 1998 One True Thing – als Brian – film